# Титаник
Титаник — дев'ятий альбом російського рок-гурту Nautilus Pompilius.

## Список композиций
| #  | Назва             | Автор слів | Автор музики | Тривалість |
| -- | ----------------- | ---------- | ------------ | ---------- |
| 1. | «Тутанхамон»      | Кормільцев | Бутусов      | 4:51       |
| 2. | «Титаник»         | Кормільцев | Бутусов      | 5:03       |
| 3. | «Утро Полины»     | Кормільцев | Бутусов      | 5:03       |
| 4. | «Негодяй и ангел» | Кормільцев | Бутусов      | 3:45       |
| 5. | «К Элоизе»        | Бутусов    | Бутусов      | 5:04       |
| 6. | «Воздух»          | Кормільцев | Бутусов      | 5:16       |
| 7. | «Колёса любви»    | Кормільцев | Бутусов      | 2:50       |
| 8. | «20 000»          | Кормільцев | Бутусов      | 5:08       |
| 9. | «Зверь»           | Бутусов    | Бутусов      | 6:25       |